# Parco archeologico dei Tauriani
Il parco archeologico dei Tauriani "Antonio De Salvo" è ubicato a Palmi, nella zona in cui anticamente sorgeva la città di Tauriana (o Taureanum).
Il parco, con i suoi attuali tre ettari di estensione, occupa la parte centrale di un pianoro dominante la costa Viola.  È stato realizzato con fondi APQ Beni culturali Calabria e con un finanziamento dell'Amministrazione provinciale di Reggio Calabria ed inaugurato il 17 settembre 2011.

## Intitolazione
Il parco è intitolato ad Antonio De Salvo (Palmi, 25 giugno 1851 - 20 gennaio 1924), medico chirurgo grazie al quale si devono, nel XIX secolo, le prime scoperte archeologiche sull'antica città bruzia e romana di Tauriana. Nel 1885, in occasione della costruzione del ponte sul fiume Petrace della Ferrovia Gioia Tauro-Palmi-Sinopoli, il De Salvo ritrovò materiali dell'età neolitica mentre, nel 1900, scoprì ed illustrò armi e suppellettili della prima età del ferro, rinvenuti presso la zona denominata Ponte Vecchio. Nel 1906 venne nominato ispettore onorario per le antichità e belle arti del Circondario di Palmi.
Le sue opere principali, in materia archeologica, sono Notizie storiche e topografiche intorno Metauria e Tauriana, edito a Napoli nel 1886, e Ricerche e studi storici intorno a Palmi, Seminara e Gioia-Tauro, edito anch'esso a Napoli nel 1899.

## Storia

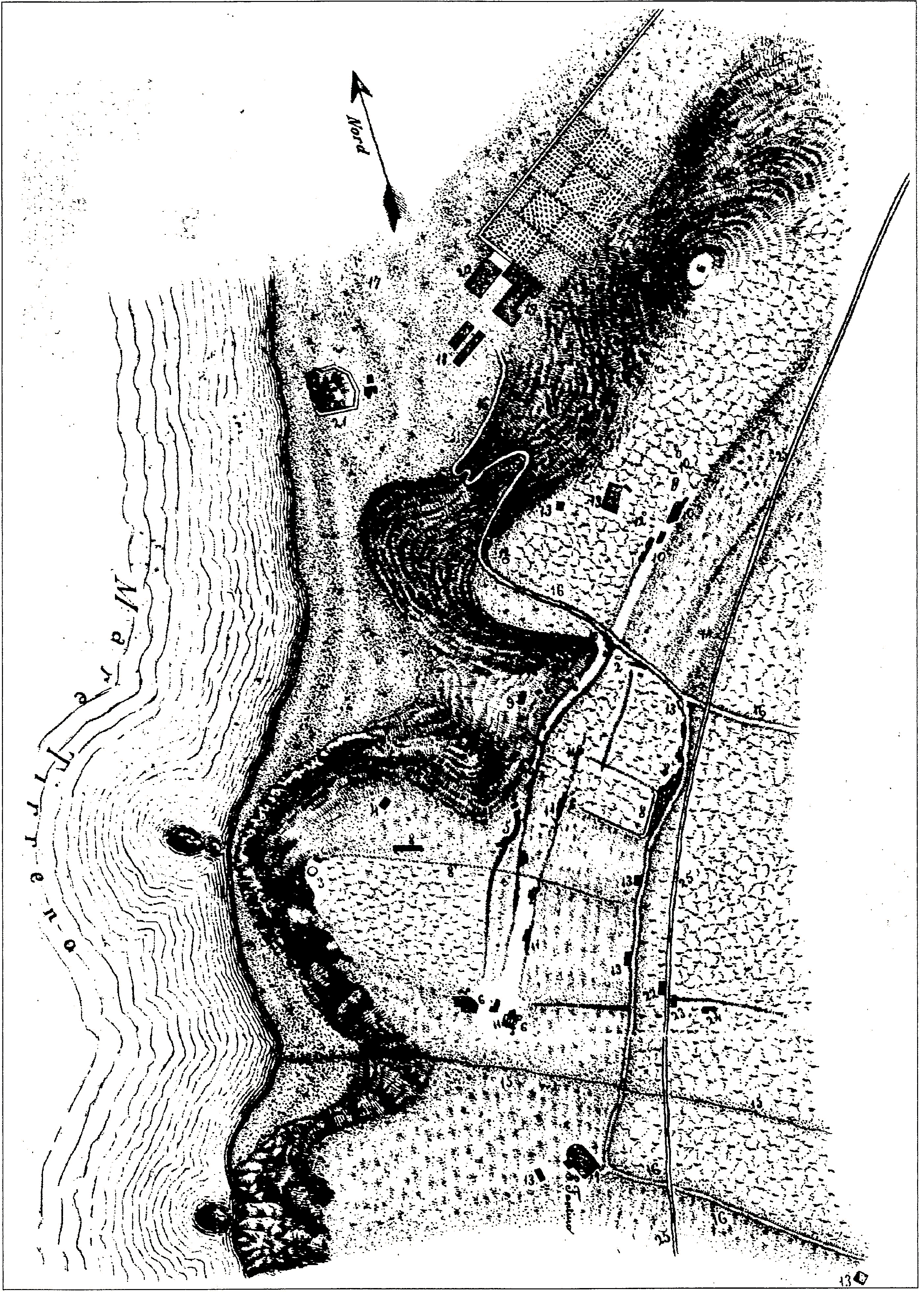
Pianta dei ruderi di Tauriana, redatta nel 1886 dallo scrittore Antonio De Salvo

Verso la fine del XIX secolo, i rinvenimenti archeologici fortuiti e la redazione di una carta topografica da parte dello storico palmese Antonio De Salvo, nella quale evidenziava i ruderi ancora visibili a quel tempo, segnarono l'inizio di un interesse storico-archeologico verso quel pianoro ove, fino all'anno 951, sorgeva l'antica città di Tauriana..

Nel XX secolo cominciarono invece le indagini nell'area, poco distante dal parco, dove sorge il complesso di San Fantino. Tali indagini aumentarono però a partire dal 1995, con le campagne di scavi archeologici condotte a cura della Soprintendenza per i beni archeologici della Calabria, in collaborazione con università italiane e straniere.
Significativa in questo periodo l'azione sistematica e appassionata di un gruppo di volontari di Palmi, denominatisi Movimento Culturale San Fantino, già impegnati dal 1998 con l'adozione ufficiale del complesso di San Fantino. I volontari resero fruibile l'area del parco promuovendola attraverso una attenta e regolare cura e manutenzione seguita dalla programmazione di visite guidate gratuite aperte a tutti. L'attenzione e il coinvolgimento a più livelli suscitati, e l'importante partecipazione di pubblico registrata in circa venti anni, hanno reso possibile il completamento dei lavori di scavo, recupero e studio dell'area, culminato nel settembre 2011 con la firma della apposita convenzione triennale con la Soprintendenza di Reggio Calabria e la sezione reggina di Italia Nostra.
Dal 30 settembre 2020, tramite apposita convenzione con l'Ente Comune di Palmi, la gestione del Parco è stata affidata ai volontari del Movimento che ne curano accessi, manutenzione e fruizione con servizio visite guidate. L'ingresso è regolamentato da bigliettazione.

## Le scoperte archeologiche
Le strutture rinvenute ed evidenziate all'interno del parco sono le seguenti:
- un villaggio protostorico risalente a quattromila anni fa;
- impianti urbani della città di Tauriana (prima brettia poi romana);
- architetture pubbliche, sacre e private come la "casa del Mosaico";
- il "santuario urbano", da tutti conosciuto come la "casa di Donna Canfora";
- una strada romana;
- un edificio per spettacoli di forma circolare, che già a fine Ottocento lo storico Antonio De Salvo, nell'opera Metauria e Tauriana, aveva immaginato si trattasse di un anfiteatro.

Inoltre fa parte del parco la Torre Saracena, di epoca moderna. 
Il percorso del parco è segnato da alcuni pannelli esplicativi.

### Strada romana
Della grande strada urbana passante per l'antica Tauriana, si conserva la pavimentazione in basoli di dura pietra locale. Da essa si accedeva alle gradinate dell'edificio per spettacoli. La sua prosecuzione, fuori città, conduceva alla via Popilia, importante asse viario di collegamento tra Reggio Calabria e Capua-Roma.

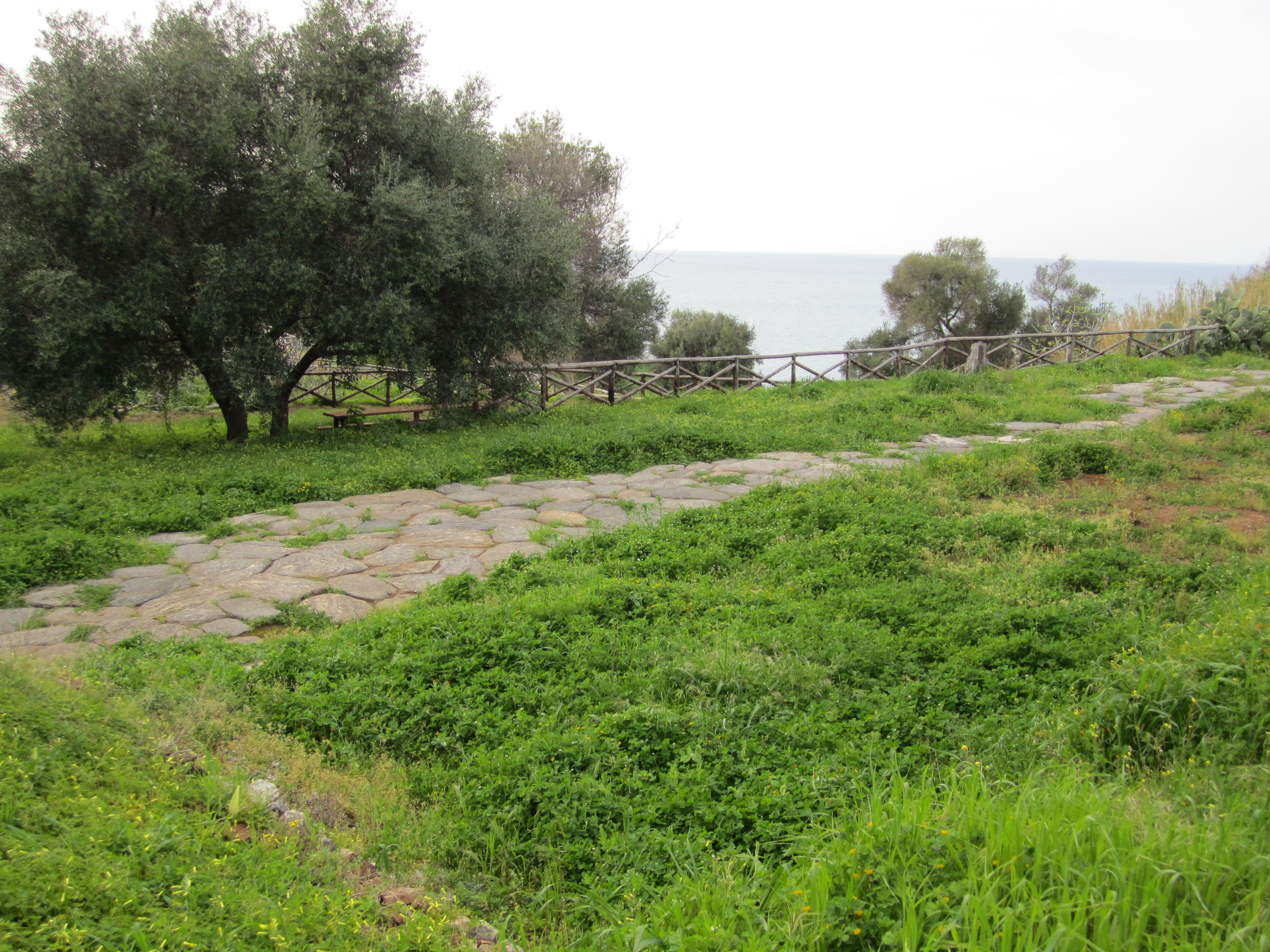
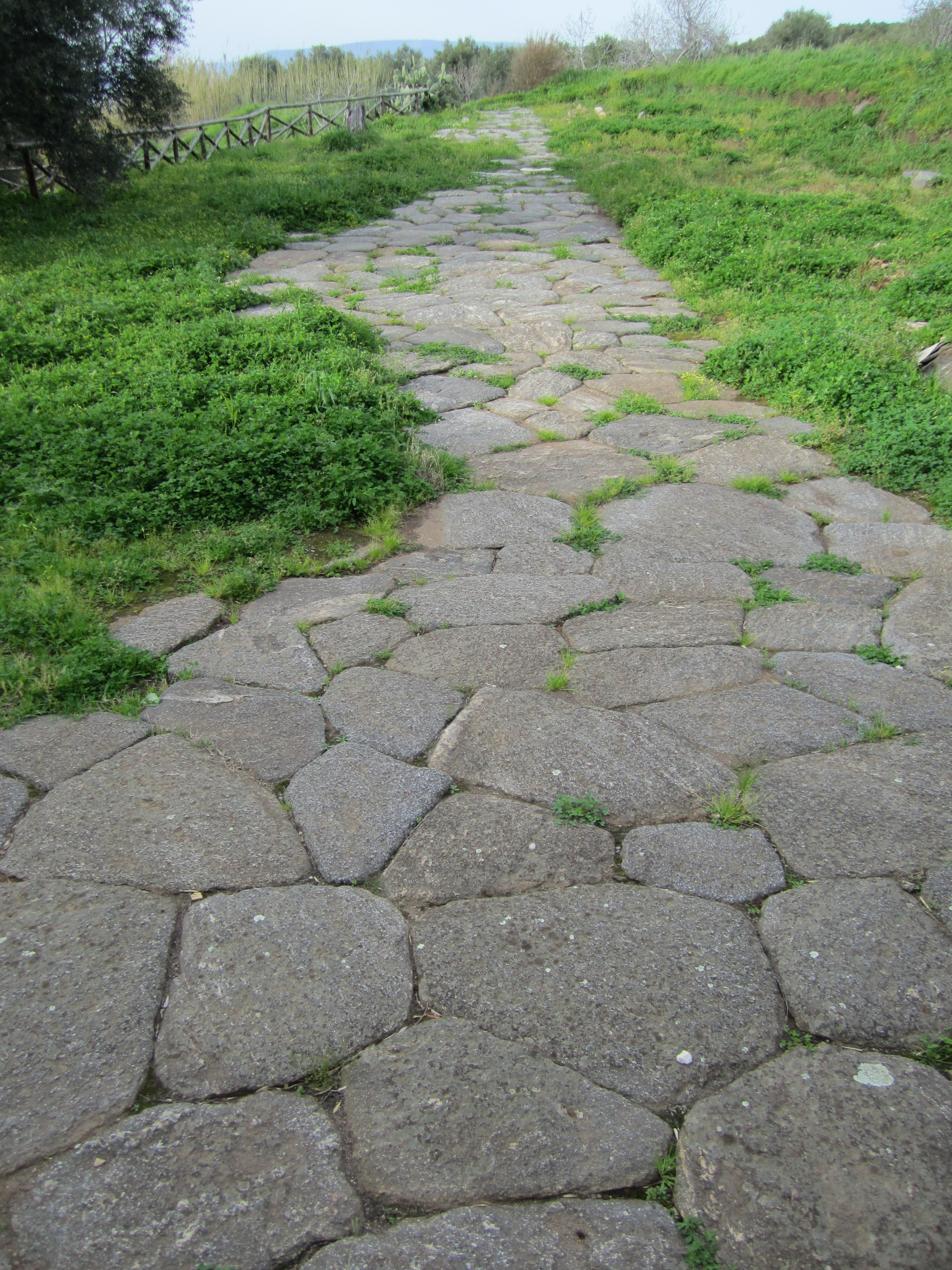
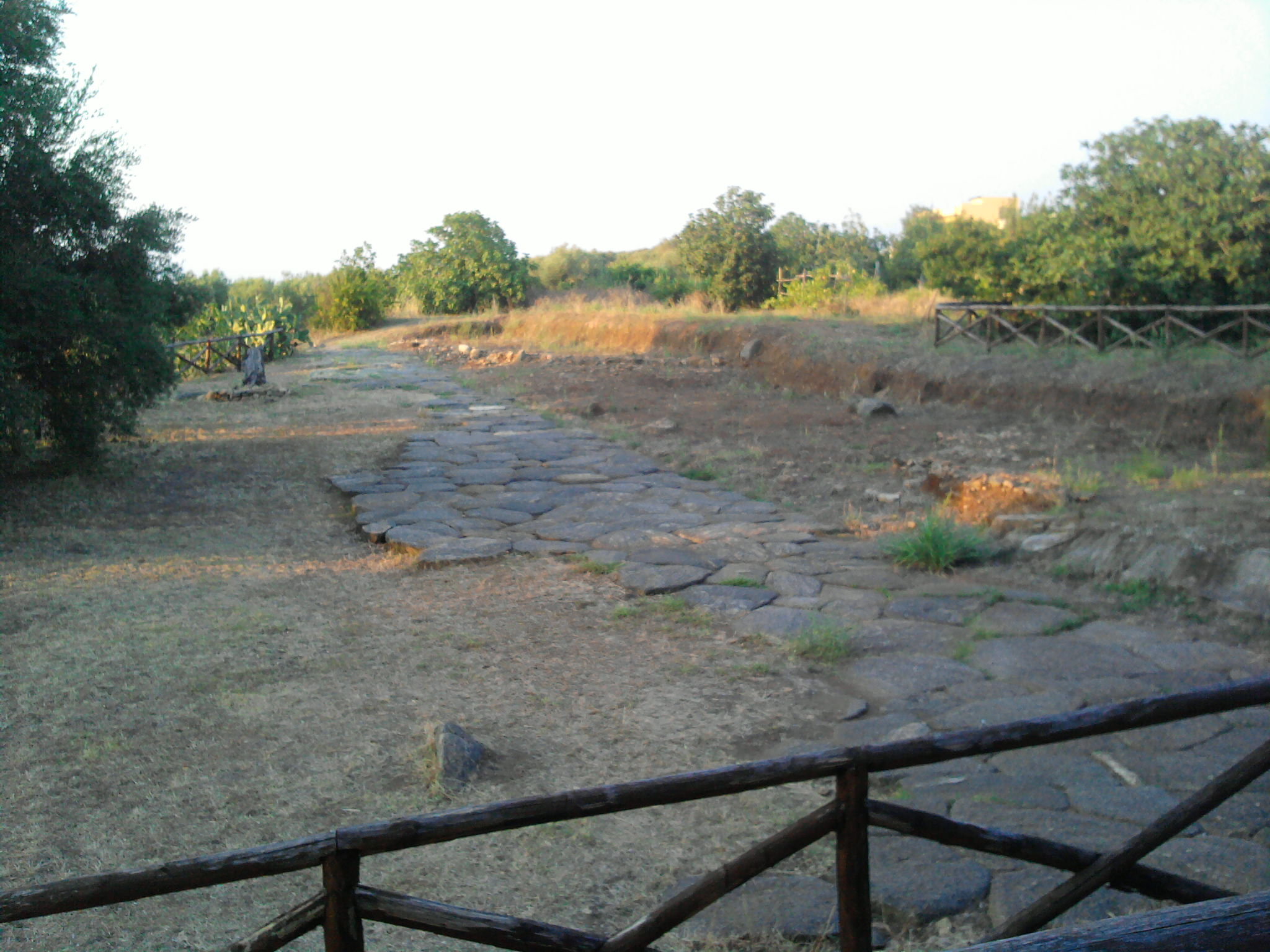

### L'edificio per spettacoli
Si tratta di un'architettura singolare nel panorama italiano, che presenta la forma di un teatro ma nasce come anfiteatro per manifestazioni ludiche, come i combattimenti tra gladiatori. Occasionalmente la struttura poteva destinata a rappresentazioni teatrali. La sua capienza sarà stata di circa 3.000 spettatori.

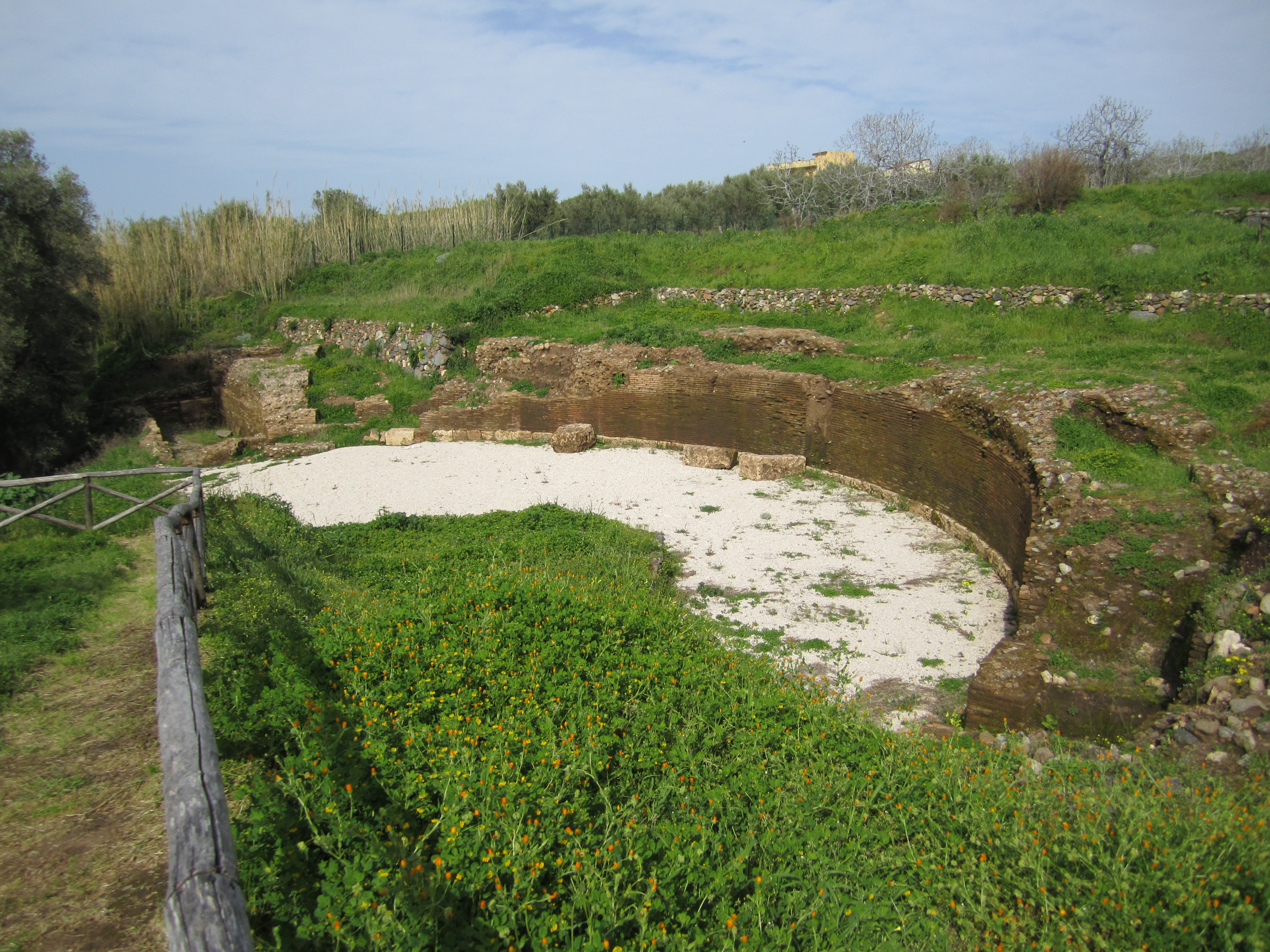
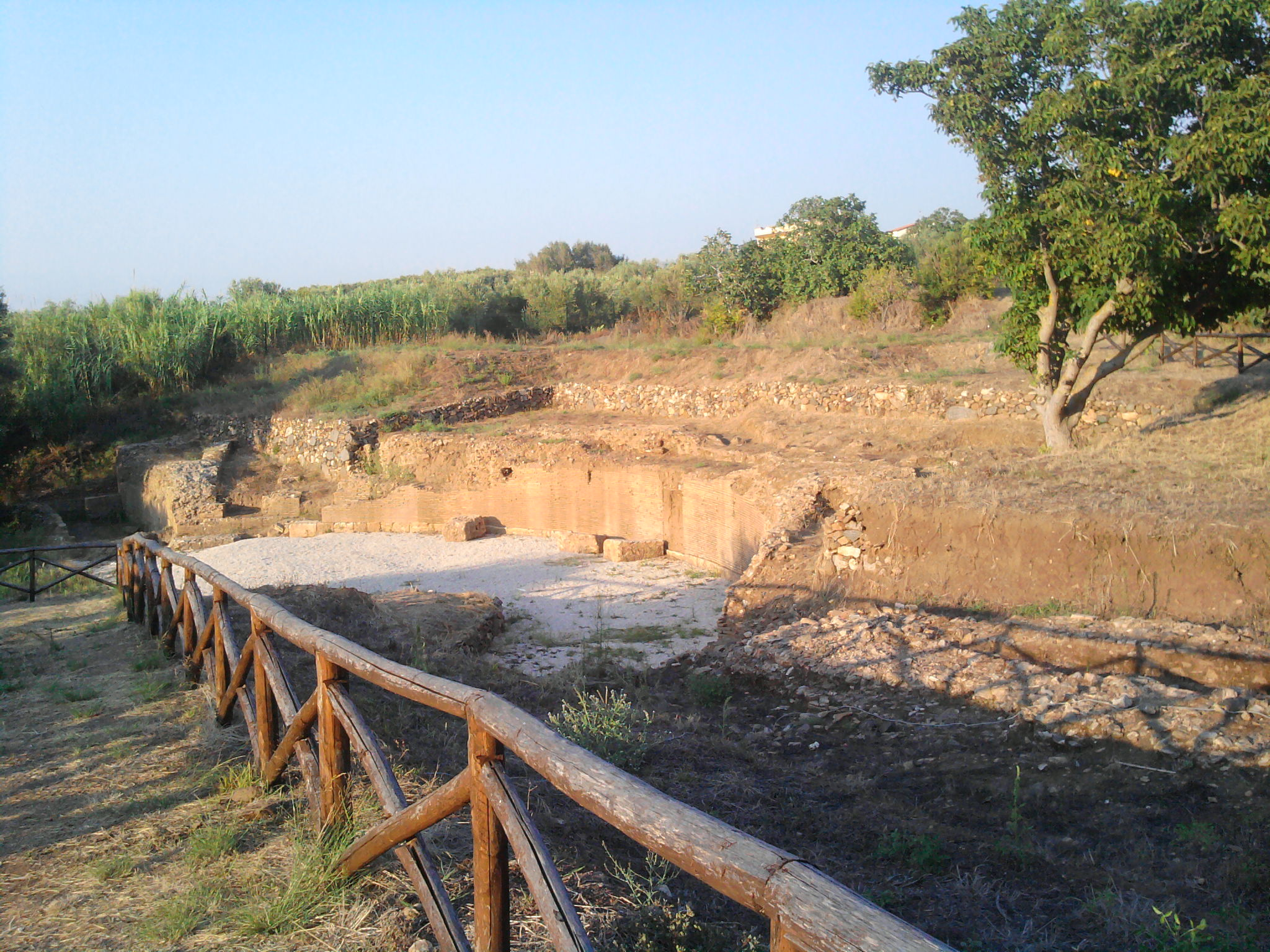

### Quartiere abitativo

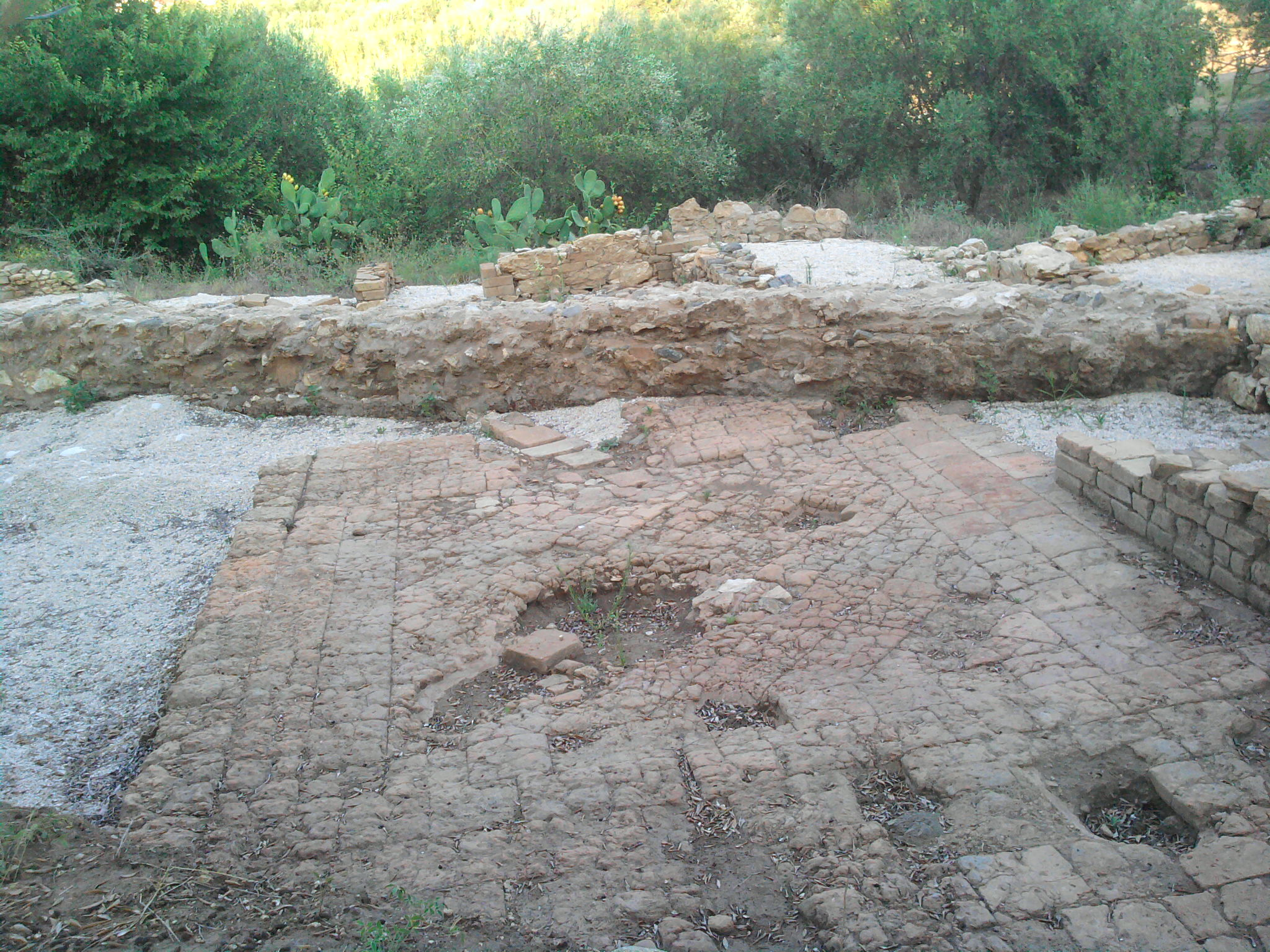
La «casa del mosaico».

Nella parte sud del pianoro è visibile un settore del quartiere abitativo brettio-romano nel quale, ai lati della strada, è possibile leggere la sovrapposizione delle strutture romane su quelle brettie.

### La città brettia
Della Tauriana "brettia" (I secolo a.C.) è possibile ammirare la «casa del mosaico», così chiamata per il rinvenimento di un mosaico figurato che, insieme a un letto di bronzo decorato in argento e pietre preziose, abbelliva un ambiente identificato come sala da banchetto. Il letto è attualmente esposto nel Museo Archeologico Nazionale di Reggio Calabria.
Al centro della sala, era collocato il mosaico realizzato con minute tessere policrome. Vi è rappresentata una scena di caccia con due cavalieri ed un portatore di lance che si dispongono ai lati di un orso, ferito. Completano la scena, dominata da un grande albero, un cane, un felino e un cinghiale.

### Santuario romano
Donna Canfora era una donna particolarmente bella, rapita dai corsari attratti dalla fama della sua bellezza mentre acquistava alla marina fini mercanzie e che si gettò nel mare dalla barca, preferendo la morte al distacco dai suoi cari.
Dell'area sacra, dedicata a una divinità ancora sconosciuta, sono oggi visibili i resti di un alto podio (m. 10x20 ca) e di un triportico. Originariamente il complesso presentava decorazioni e rivestimenti in pietra locale, marmo e stucchi.
Testimonianza archeologica particolarmente significativa di questa nuova fase romana è la costruzione di questo edificio religioso sul ciglio ovest del pianoro di Tauriana, la cui tipologia è un "unicum" nel contesto architettonico e religioso della Calabria antica. La sua costruzione comportò una modifica del precedente abitato brettio come testimoniato, tra l'altro, dall'obliterazione della canaletta quadrangolare con i bolli, messa in luce un paio di metri ad ovest del tempio.
L'edificio sacro è orientato a nord-est e s'inquadra tipologicamente tra i templi su podio di tipo etrusco-italico: l'alto podio quadrangolare, impiantato su una fondazione alta 2,25 metri, impostata a sua volta sul banco di roccia naturale, era realizzato in opus caementicium. Un paramento in mattoni rivestiva parzialmente l'elevato, su un paio di laterizi è ancora leggibile il negativo del bollo (C) Numitori, già noto a Palmi poiché impresso su alcuni mattoni rinvenuti fortuitamente, nel secolo passato nell'area di Tauriana.
L'accesso era costituito da una scalinata, oggi non più conservata, ed era situato verosimilmente sul lato breve nord, una struttura porticata, di cui si conservano i muretti a livello di fondazione, lo circondava su tre lati secondo un impianto edilizio consueto per l'architettura religiosa del tempo.
Dell'elevato superiore non si è conservato nulla, labili tracce di resti murari sono visibili sul piano orizzontale secondo un doppio orientamento E-W e S-N, ma risulta difficile dire se si riferiscano ad una partizione interna o ad un altare. Secondo testimonianze verbali non più verificabili, sul piano di calpestio orizzontale sarebbero state viste impronte circolari in malta relative con molta probabilità, al colonnato.
La scelta di erigerlo nel punto più visibile del pianoro dalle pareti a strapiombo sulla costa, non fu casuale: il tempio, a ridosso del ciglio nord, quasi isolato o comunque emergente dal resto del contesto abitativo, sarebbe stato immediatamente visibile a chiunque navigasse da settentrione.
Il completamento degli scavi archeologici nell'area dell'edificio sacro, permetteranno di completarne lo studio tipologico e di darne una datazione più precisa, consentendo, forse, di proporre anche una possibile identificazione della divinità cui era dedicato.
L'edificio templare di tipo italico è stato da sempre identificato dalla locale tradizione popolare come il palazzo di Donna Canfora.

### Villaggio protostorico
Al di sotto della fase brettia e romana, non ancora visibili, vi sono i resti di capanne di un villaggio dell'età del bronzo, attivo per circa mille anni, a partire da 4.000 anni fa. Le capanne sono realizzate con alti muri in pietra e tetto in materiale deperibile.

### Torre saracena

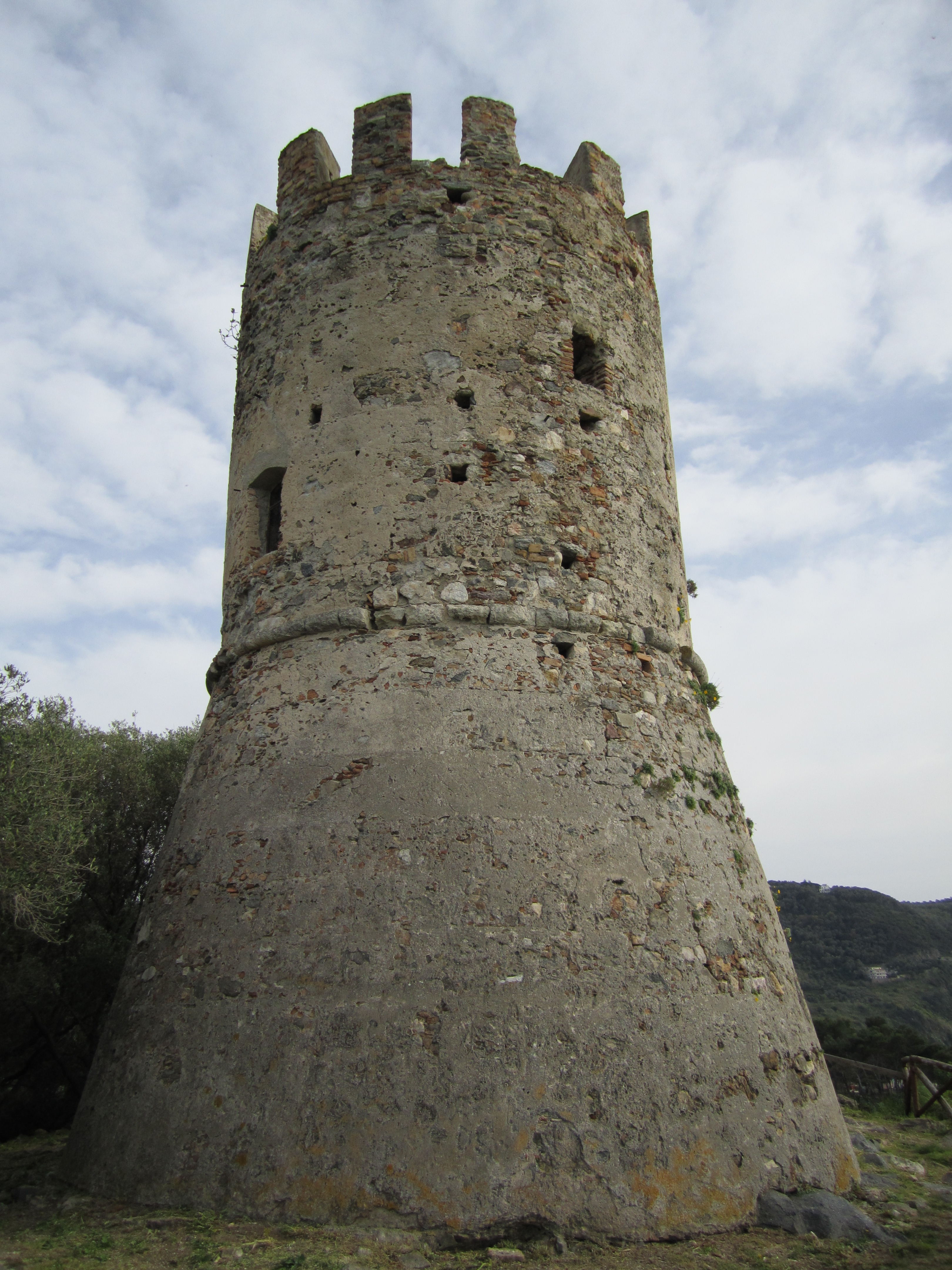
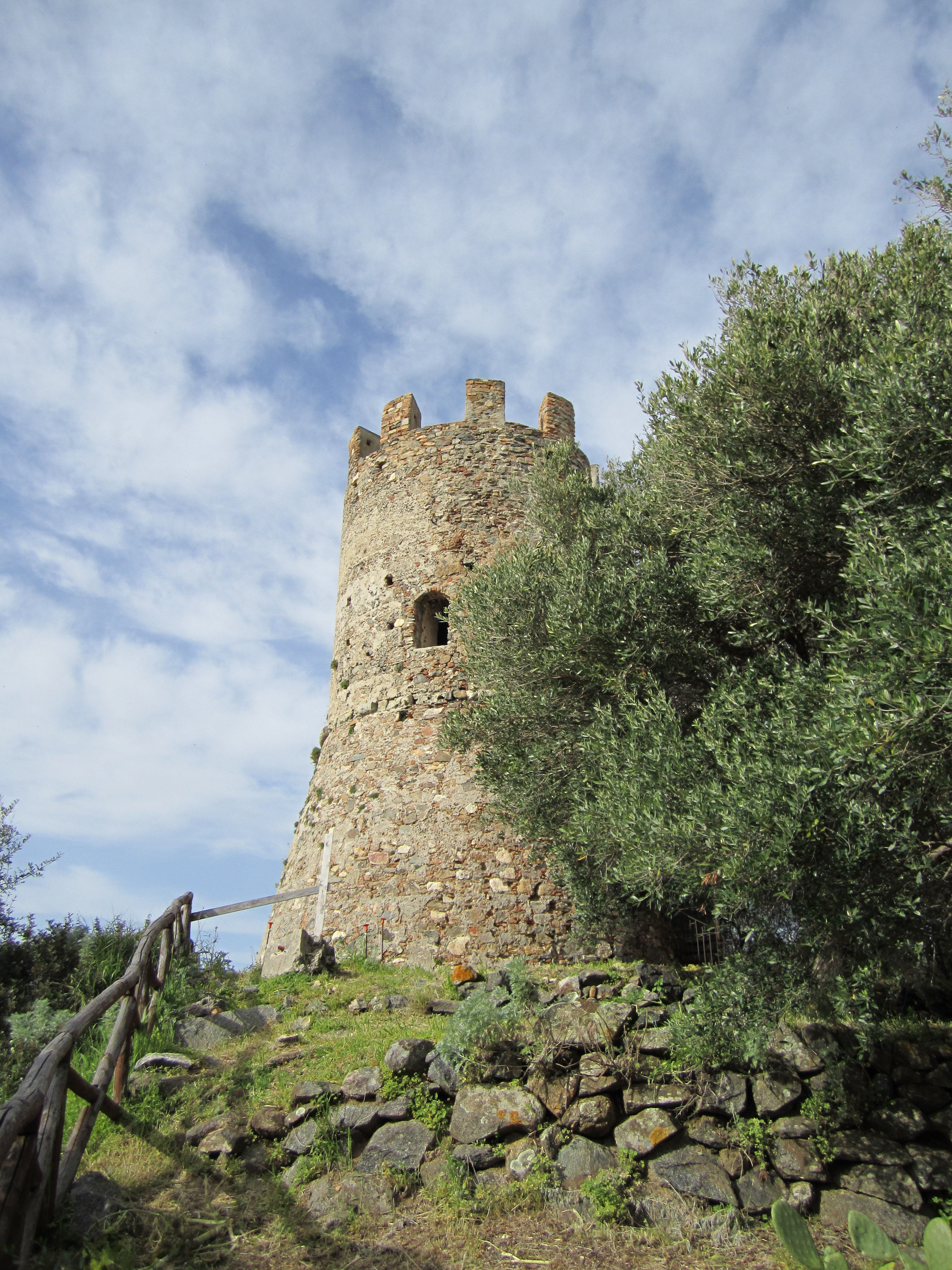
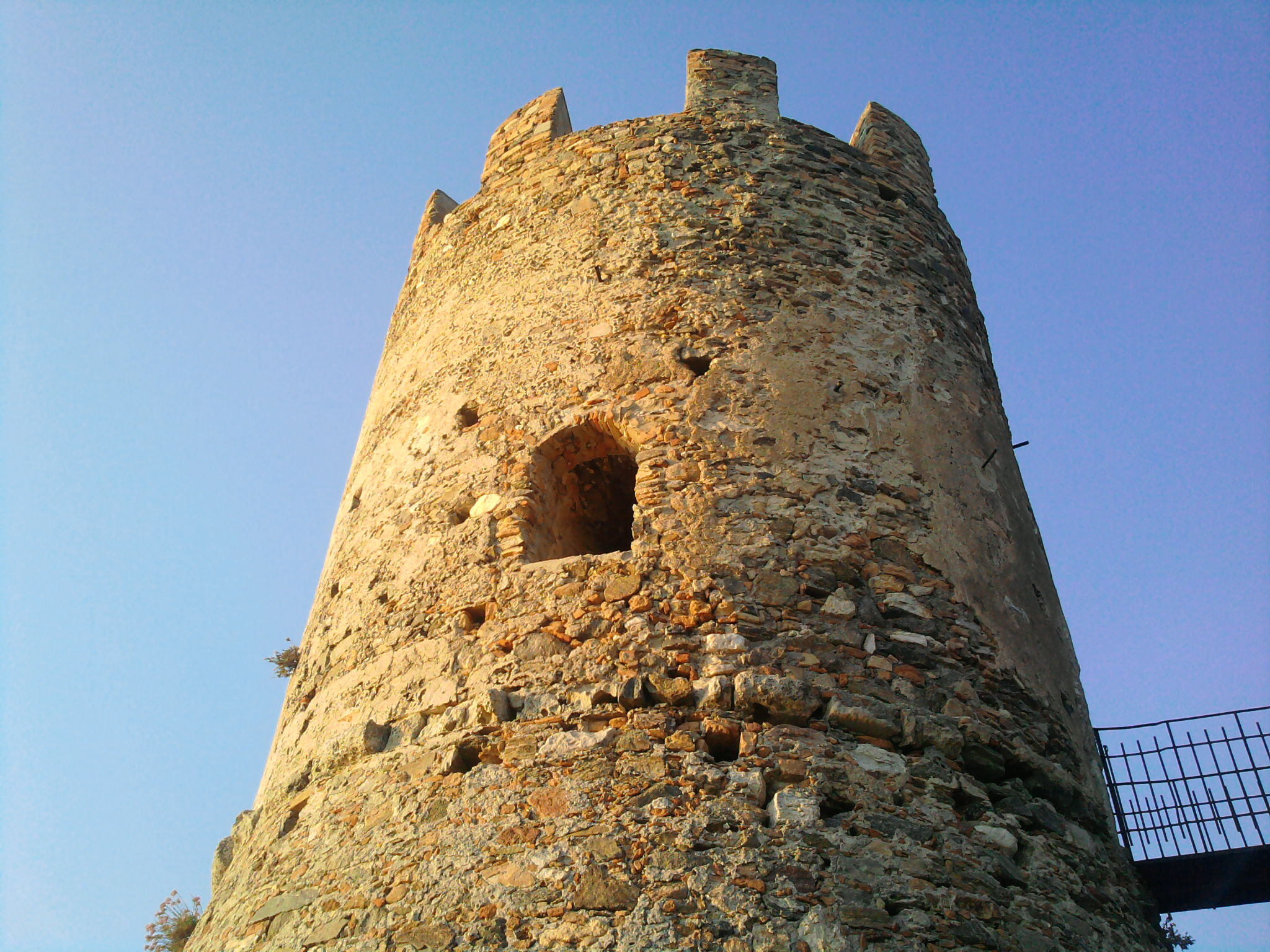
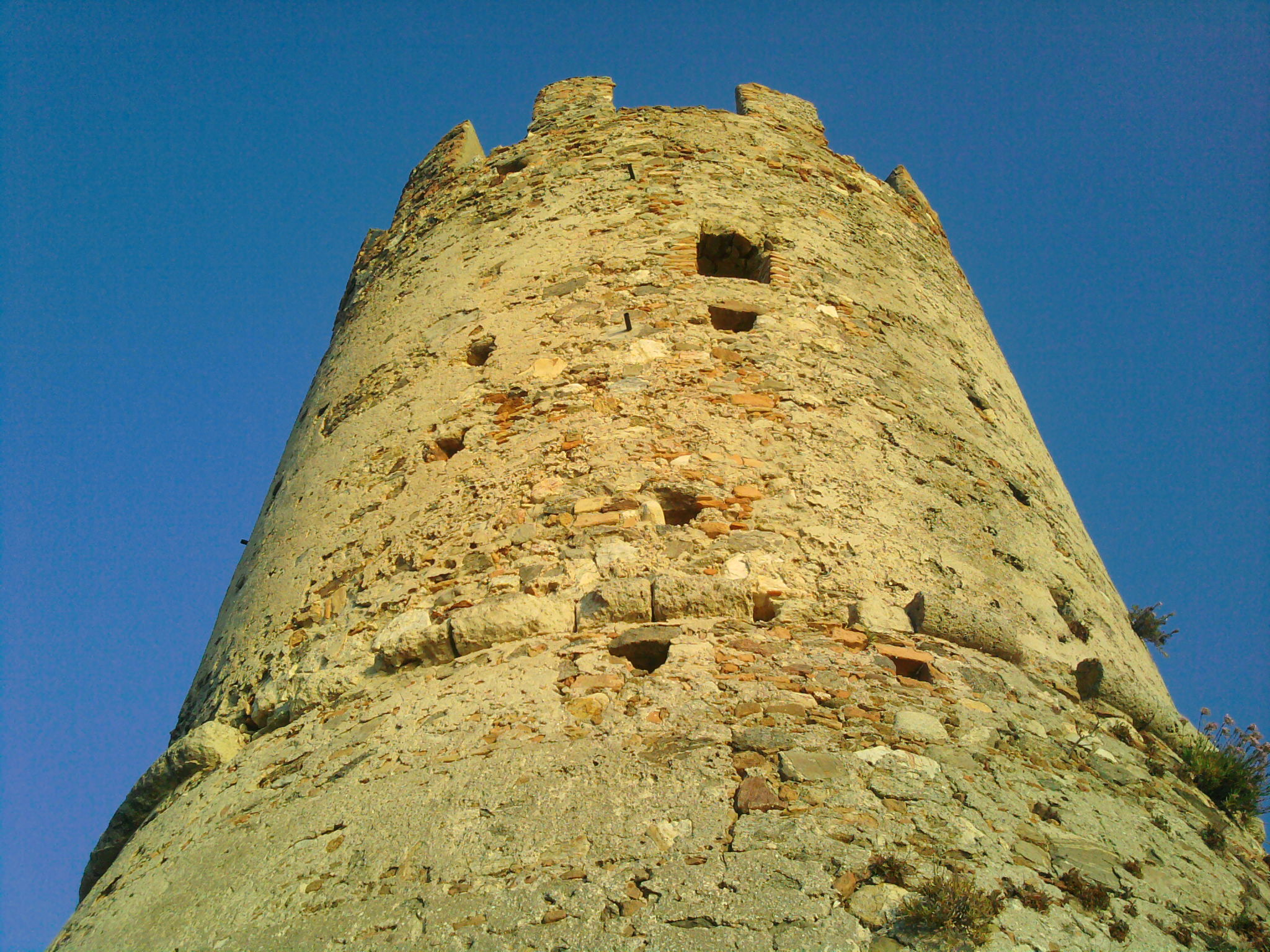
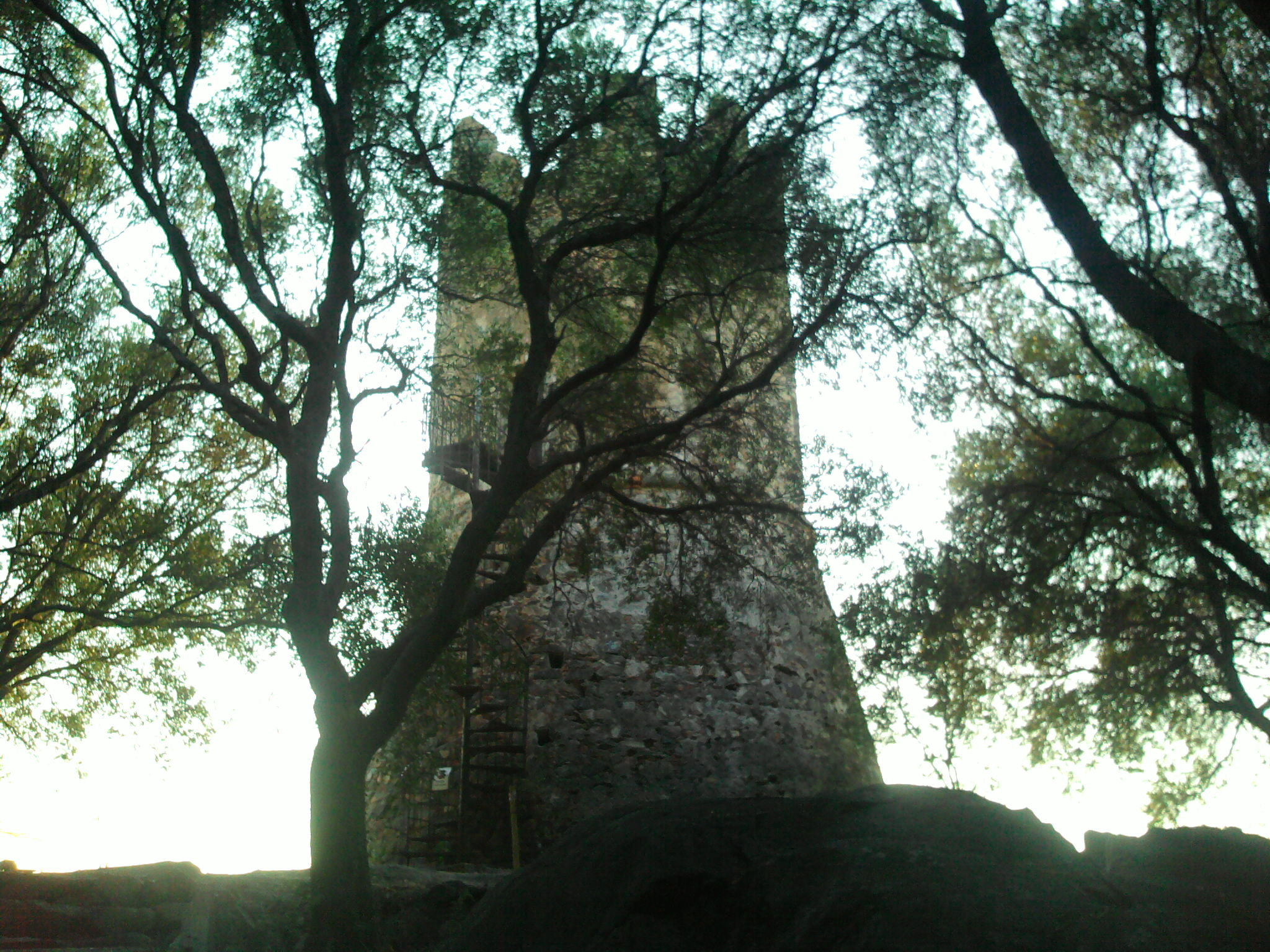

## Opere d'arte
All'interno del parco archeologico sono collocate sei sculture d'arte, realizzate in blocchi di marmo bianco, opere degli artisti Maurizio Carnevali, Patrick Crombé, Raymond Lohr, Marit Lyckander, Luca Marovino e Maria Rucker. Le sculture sono state realizzate nel luglio 2012 per il simposio denominato Marmytos 2012.

### Esplicative
1. ↑  L'intera città di Tauriana è stimato che avesse circa 10 ettari.
2. ↑  Armi ed altri utensili dell'uomo primitivo ritrovati lungo il Petrace in quel di Palmi nel 1899 in: Rivista Storica Calabrese – Anno VIII – Febbraio 1900.

### Bibliografiche
1. ↑  Inaugurazione del Parco Archeologico dei Tauriani
2. ↑  Citazione del De Salvo come autore del primo testo sulla storia di Taureana, nella scheda sul sito web della Soprintendenza ai beni archeologici della Regione Calabria Archiviato il 1º maggio 2013 in Internet Archive.
3. ↑  "Da Locri a Gerace - Storia di una diocesi della Calabria bizantina, dalle origini al 1480, Enzo D'Agostino. Rubbettino editore pag. 55
4. ↑  "Oppido Mamertina: Calabria, Italia. Ricerche archeologiche nel territorio e in contrada Mella", Liliana Costamagna. Gangemi editore 1999, pag. 146
5. 1 2  Pannello esplicativo all'interno del Parco Archeologico
6. ↑  L’ANTICA CITTA’ DI TAYPYANOYM-TAURIANUM
7. ↑  Parco archeologico di Taureana
8. ↑   La strada romana, su parcoarcheologicodeitauriani.blogspot.it. URL consultato il 3 maggio 2019 (archiviato dall'url originale il 14 luglio 2015).
9. 1 2   Parco archeologico dei tauriani "Antonio De Salvo" - Taureana di Palmi (Reggio Calabria): Edificio per spettacoli, su parcoarcheologicodeitauriani.blogspot.it. URL consultato il 3 maggio 2019 (archiviato dall'url originale il 14 luglio 2015).
10. ↑   Parco archeologico dei tauriani "Antonio De Salvo" - Taureana di Palmi (Reggio Calabria): Quartiere abitativo, su parcoarcheologicodeitauriani.blogspot.it. URL consultato il 3 maggio 2019 (archiviato dall'url originale il 14 luglio 2015).
11. 1 2   Parco archeologico dei tauriani "Antonio De Salvo" - Taureana di Palmi (Reggio Calabria): Città brettia, su parcoarcheologicodeitauriani.blogspot.it. URL consultato il 3 maggio 2019 (archiviato dall'url originale il 14 luglio 2015).
12. ↑  Emblema in vermiculatum della grandezza di 0,78 x 0,66 m.
13. 1 2 3 4 5 6 7  Il tempio romano Archiviato il 30 aprile 2013 in Internet Archive.
14. ↑  PARCO ARCHEOLOGICO DEI TAURIANI "Antonio De Salvo" - Taureana di Palmi (Reggio Calabria): SANTUARIO ROMANO
15. ↑   PARCO ARCHEOLOGICO DEI TAURIANI "Antonio De Salvo" - Taureana di Palmi (Reggio Calabria): VILLAGGIO PROTOSTORICO, su parcoarcheologicodeitauriani.blogspot.it. URL consultato il 24 aprile 2012 (archiviato dall'url originale il 14 luglio 2015).
16. ↑   Mamrytos 2012, su parcoarcheologicodeitauriani.it. URL consultato il 25-05-2013 (archiviato dall'url originale il 31 dicembre 2013).